# Sly (romanzo)
Sly  è l'ottavo romanzo della scrittrice giapponese Banana Yoshimoto. Pubblicato in Giappone per la prima volta nel 1996 e in Italia nel 1998 da Feltrinelli, affronta i temi più cari all'autrice: amicizia, amore, morte, solitudine e mistero.

## Trama
Kiyose è una giovane designer di gioielli. La sua vita è turbata dalla notizia che l'amico Takashi è sieropositivo e che gli resta poco da vivere. Kiyose, Takashi e l'inseparabile amico Hideo decidono di realizzare un vecchio sogno comune: visitare l'Egitto. Oltre al piacere turistico del viaggio i ragazzi vogliono vivere una ultima esperienza indimenticabile con il loro inseparabile amico in modo da poter ricordare più cose possibili una volta che questi sarà scomparso

## Edizioni
- Banana Yoshimoto, Sly, traduzione di Alessandro Giovanni Gerevini, Feltrinelli, 1998,  pp. 131 pag..